# Дуленко Артем Вячеславович
Дуленко Артем Вячеславович (нар. 13.11.2002) - Майстер спорту України міжнародного класу з гирьового спорту , Чемпіон України, Європи, світу. 
Звання майстра спорту України присвоєно 11.11.2020 року, у віці 18 років. Виконав норматив Майстра спорту України міжнародного класу на чемпіонаті Європи з гирьового спорту, що проходив 18 - 20 квітня 2024 року в Парижі, Франція, у вправі "Поштовх", здійснівши 115 підйомів двох гирь вагою по 32 кг кожна.
Член національної збірної з гирьового спорту .  
Студент факультету фізичної культури та спорту Національного університету "Полтавська політехніка імені Юрія Кондратюка" .  
Студент Полтавського юридичного інституту 

## Виступи на міжнародних змаганнях[3][4][5][6]

### Чемпіонати світу з гирьового спорту
| Вага гирі, кг                            | Вагова категорія | Вікова група | Місце і результат | Місце і результат | Місце і результат | Місце і результат | Місце і результат | Місце і результат | Місце і результат    |
| Вага гирі, кг                            | Вагова категорія | Вікова група | Поштовх           | Ривок             | Двоборство        | Довгий цикл       | Триборство        | Естафета поштовх  | Естафета довгий цикл |
| ---------------------------------------- | ---------------- | ------------ | ----------------- | ----------------- | ----------------- | ----------------- | ----------------- | ----------------- | -------------------- |
| 2024, Корфу, Греція, 10 - 13 жовтня      |                  |              |                   |                   |                   |                   |                   |                   |                      |
| 32                                       | 85               | Adults       | 102               | 155               | 180               |                   |                   |                   |                      |
| 32                                       | 85               | U-23         | 102               | 155               | 180               |                   |                   |                   | 1                    |
| 2023, Резекне, Латвія, 07 - 10 грудня    |                  |              |                   |                   |                   |                   |                   |                   |                      |
| 32                                       | 85               | U-23         | 106               | 140               |                   | 41                | 475               | 38                |                      |
| 2021 Будапешт, Угорщина, 21 - 25 жовтня  |                  |              |                   |                   |                   |                   |                   |                   |                      |
| 32                                       | 85               | U-22         | 96                | 146               | 169               | 46                |                   |                   |                      |
| 2019, Novi Sad, Serbia, 6 - 11 листопада |                  |              |                   |                   |                   |                   |                   |                   |                      |
| 32                                       | 85               | U-22         | 82                | 75                | 119,5             |                   |                   |                   |                      |

### Чемпіонати Європи з гирьового спорту
| Вага гирі, кг                                   | Вагова категорія | Вікова група | Місце і результат | Місце і результат | Місце і результат | Місце і результат | Місце і результат | Місце і результат | Місце і результат    |
| Вага гирі, кг                                   | Вагова категорія | Вікова група | Поштовх           | Ривок             | Двоборство        | Довгий цикл       | Триборство        | Естафета поштовх  | Естафета довгий цикл |
| ----------------------------------------------- | ---------------- | ------------ | ----------------- | ----------------- | ----------------- | ----------------- | ----------------- | ----------------- | -------------------- |
| 2024 Paris, France, 18 - 20 April               |                  |              |                   |                   |                   |                   |                   |                   |                      |
| 32                                              | 85               | U-23         | 115               | 151               | 190,5             |                   |                   | 26                | 39                   |
| 32                                              | 85               | Adults       | 115               |                   | 190,5             |                   |                   |                   |                      |
| 2023 Nafplio, Greece, 21 - 23 April             |                  |              |                   |                   |                   |                   |                   |                   |                      |
| 32                                              | 85               | U-23         | 107               | 165               |                   | 51                |                   |                   | 22                   |
| 2022 Ostrów Wielkopolski, Poland 27 Oct - 1 Nov |                  |              |                   |                   |                   |                   |                   |                   |                      |
| 32                                              | 85               | Adults       | 94                | 133               | 160,5             | 52                |                   |                   |                      |
| 2018 Гарлява, Литва, 29 червня - 2 липня        |                  |              |                   |                   |                   |                   |                   |                   |                      |
| 16                                              | 68+              | U-16         | 132               | 223               | 243,5             | 112               |                   |                   |                      |
| 24                                              | 68+              | U-18         |                   |                   |                   |                   |                   | 27                |                      |

## Статті на сайтах ЗМІ, державних установ, громадських організацій
26.05.2024 Полтавська політехніка: Студенти університету вибороли золоті та срібні нагороди Чемпіонату України з гирьового спорту
21.04.2024 Полтавська політехніка: Спортсмени Політехніки вибороли першість Чемпіонату Європи з гирьового спорту
23.04.2024 PTV: Троє спортсменів із Полтавщини стали майстрами спорту міжнародного класу
14.03.2024 Полтавська політехніка: Спортсмени політехніки стали срібними призерами Чемпіонату України з гирьового спорту серед студентів закладів вищої освіти
19.12.2023 PTV: Збірна Полтавщини посіла перше місце на всеукраїнських змаганнях з гирьового спорту
12.12.2023 PTV: Спортсмени з Полтавщини завоювали 36 нагород на Чемпіонаті світу з гирьового спорту
12.12.2023 Полтавська політехніка: Спортсмени університету стали золотими призерами Чемпіонату світу з гирьового спорту
10.10.2023 Полтавська політехніка: Спортсмени Полтавської політехніки стали золотими призерами Кубку України з гирьового спорту
24.04.2023 PTV: Полтавські спортсмени здобули 33 нагороди на Чемпіонаті Європи з гирьового спорту
05.03.2023 PTV: Спортсмени з Полтавської області вибороли золоті та бронзові медалі на чемпіонаті України з гирьового спорту
08.11.2022 PTV: Десять спортсменів Полтавської області здобули 11 призових місць на Кубку Європи з гирьового спорту
12.11.2019 Мінмолодьспорт: Українські гирьовики - другі на чемпіонаті світу серед дорослих та юніорів